# Васильєв Андрій Андрійович
Андрій Андрійович Васильєв (нар. 13 квітня 2001) — український легкоатлет, який спеціалізується в бігу на короткі дистанції. Бронзовий призер Чемпіонату Європи серед молоді у естафеті 4 по 100 метрів (2021). Чемпіон України у бігу на 100 метрів (2023).
На національних змаганнях представляє Запорізьку область.
Тренується у Запоріжжі під керівництвом Костянтина Рурака.
Студент юридичного факультету Запорізького національного університету.

## Спортивні досягнення
Рекордсмен України в естафеті 4×100 метрів (2021).
Бронзовий призер Чемпіонату Європи серед молоді у естафеті 4 по 100 метрів (2021).
Фіналіст Чемпіонату Європи-2018 серед юнаків у бігу на 100 метрів (7-е місце).
Учасник юнацьких Олімпійських ігор-2018 (6-е місце в естафеті 4×100 метрів).
Чемпіон України в приміщенні серед юніорів у бігу на 60 метрів (2020).
Чемпіон України серед юнаків у бігу на 100 метрів (2018).
Чемпіон України серед молоді у бігу на 100 метрів (2021, 2023)
Чемпіон України серед дорослих у бігу на 100 метрів (2023)
Фіналіст Чемпіонату Європи серед молоді у бігу на 100 метрів (2023)
Фіналіст командного Чемпіонату Європи у бігу на 100 метрів (2023).

## Основні міжнародні виступи
| Рік  | Змагання                      | Місто        | Місце | Дисципліна | Примітки |
| ---- | ----------------------------- | ------------ | ----- | ---------- | -------- |
| 2018 | Чемпіонат Європи серед юнаків | Дьєр         | 7     | 100 м      |          |
| 2018 | Юнацькі Олімпійські ігри      | Буенос-Айрес | 2заб8 | 100 м      |          |
| 2018 | 6                             | 4×100 м      |       |            |          |